# Anders Beer Wilse
Anders Beer Wilse, né le 12 juin 1865 à Flekkefjord et mort le 21 février 1949 à Oslo, est un photographe norvégien.

## Biographie
Il a grandi à Kragerø dans le comté du Telemark, et est diplômé du Horten Engineering College en 1882 à Karljohansvern (commune de Horten). En 1884, il émigre aux États-Unis, où il achète sa première caméra. Il a travaillé à la fois comme ingénieur ferroviaire et cartographe. En 1901, il s'installe en Norvège, où il crée son atelier de photographie à Christiania.

## Travail
Au cours de la première moitié des années 1900, Wilse parcourt la Norvège dans les deux sens. Il devient connu par sa très grande production de paysages et de photos touristiques. Il a également photographié la vie rurale, des personnages connus et d'autres inconnus.

### Conférences
À côté de son travail de photographe, il a contribué à faire connaître les différentes régions de Norvège, en Norvège et à l'étranger. Devant le succès de ses conférences et afin que chacun puisse en profiter, il a décidé de donner des conférences gratuites. Dans ses mémoires Norsk landskap og norske menn, parues en 1943, il explique que sur un total de 836 conférences, il en a donné 338 gratuites.

### Publications
- En emigrants ungdomserindringer,  Oslo, 1936.
- Norske landskap og norske menn, Oslo, 1943.

### Quelques photographies

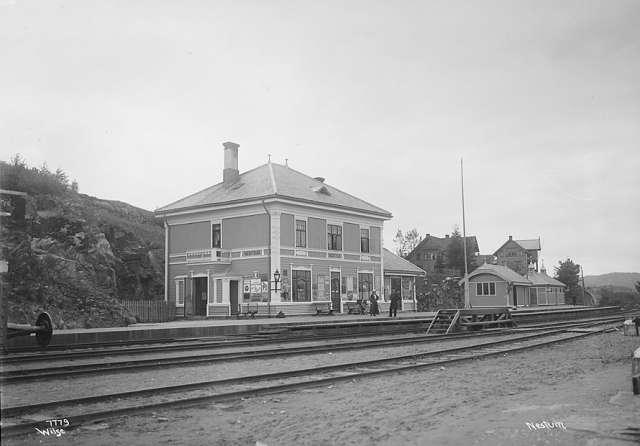
Gare de Nesttun, fotografert 1892.
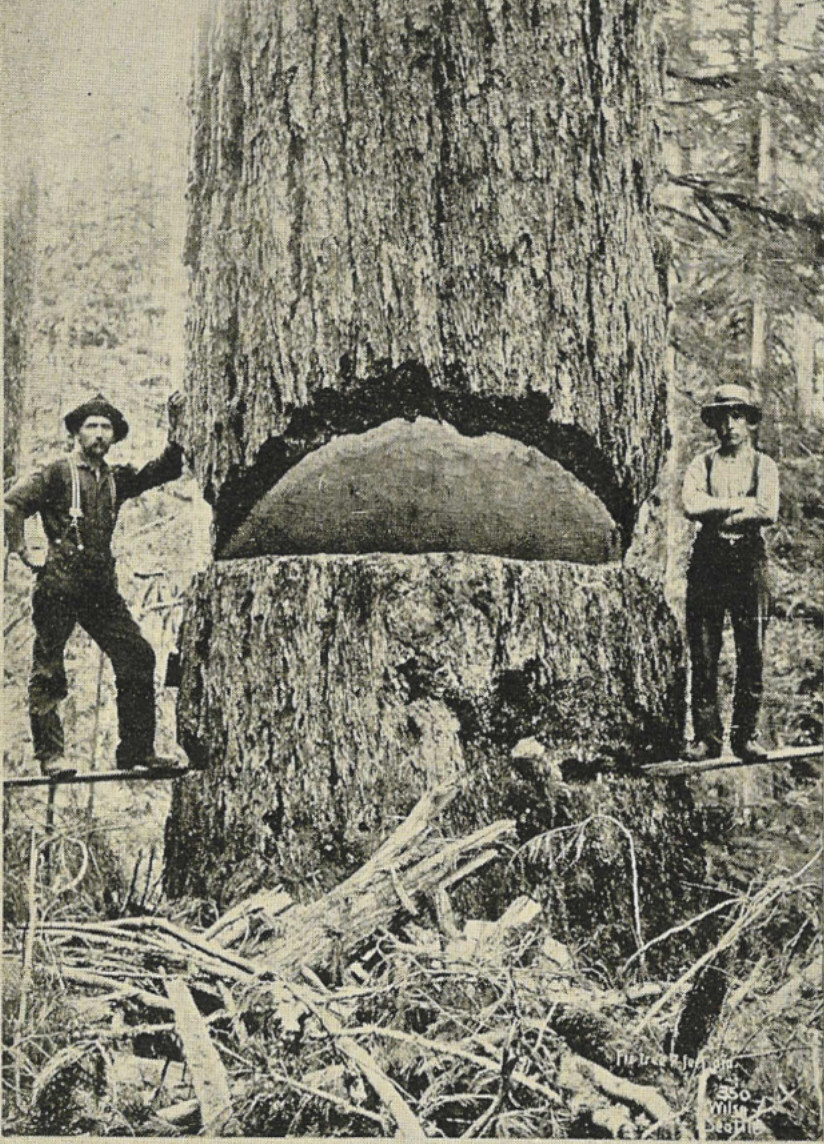
Bûcherons et pins d'Oregon à Seattle, 1900
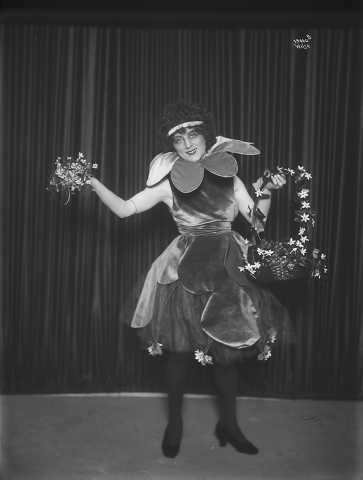
Lalla Carlsen au Chat Noir, 1920
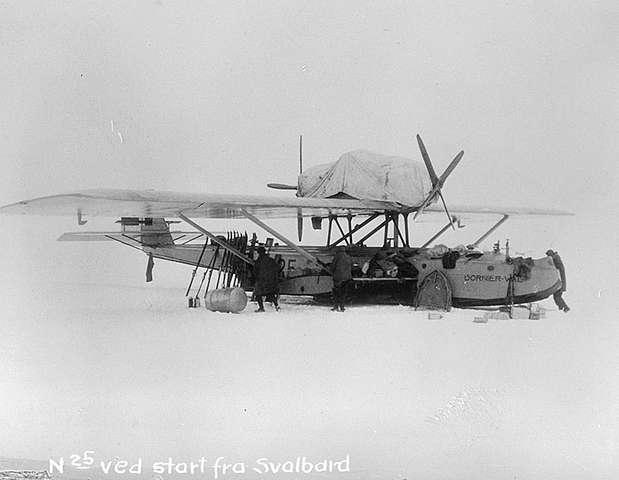
Roald Amundsen au Svalbard, 1925.
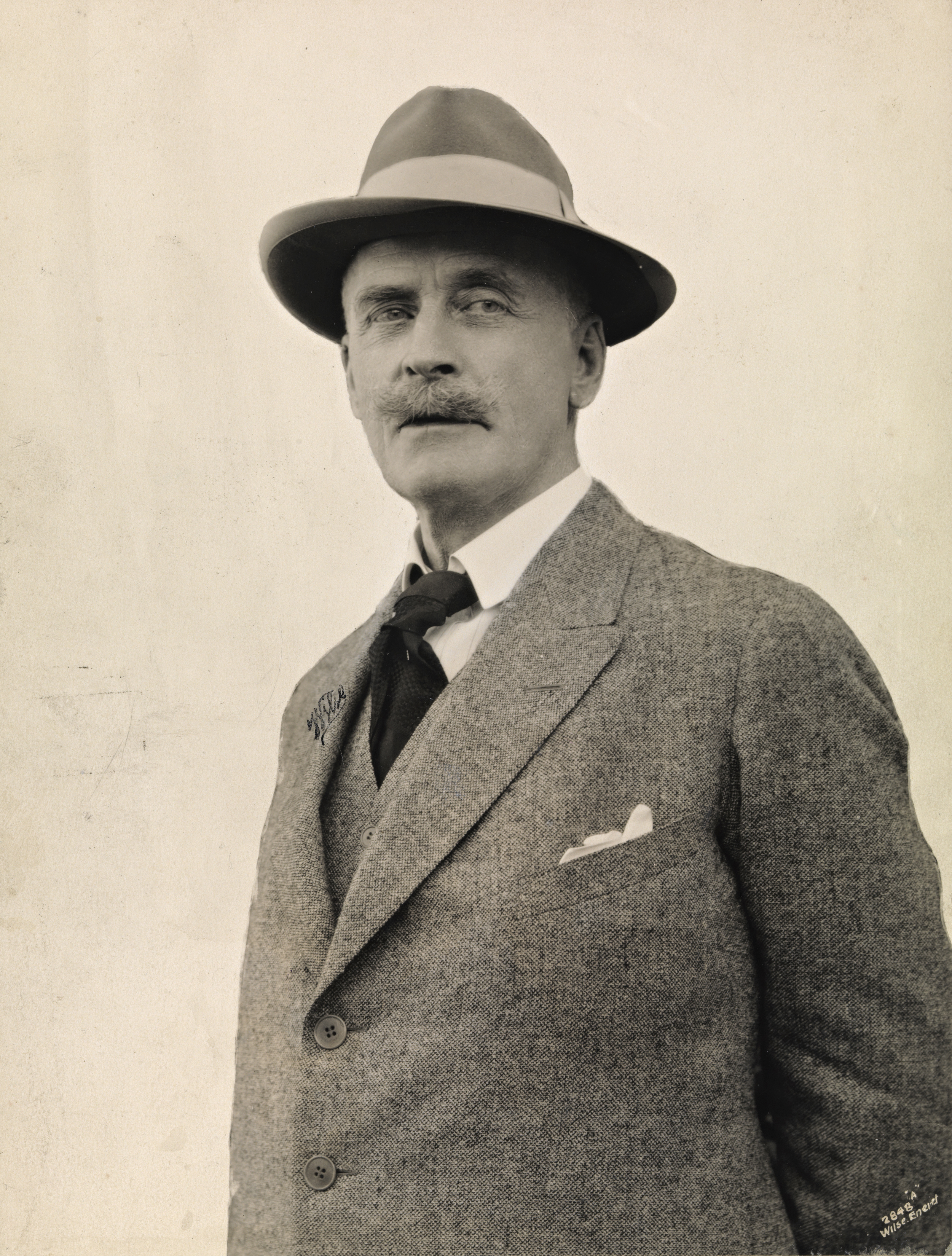
Knut Hamsun, 1927.
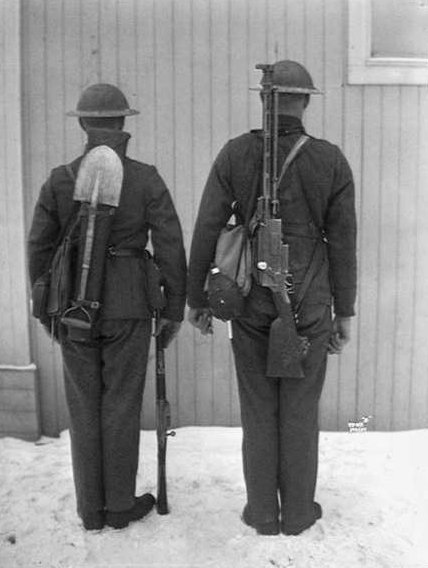
Soldats norvégiens en 1928.
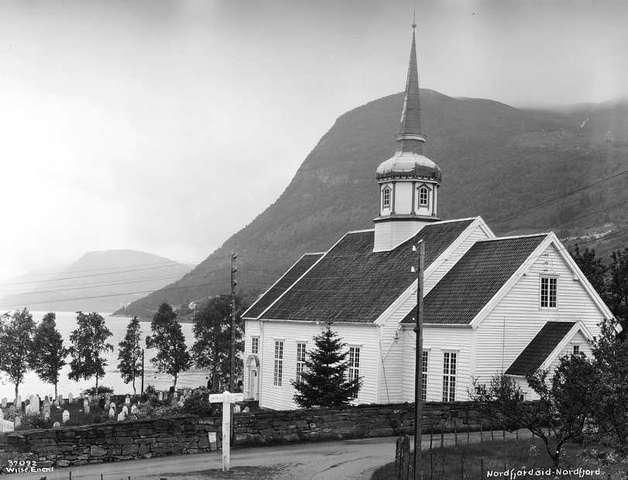
Église d'Eid dans le Nordfjord, 1931.
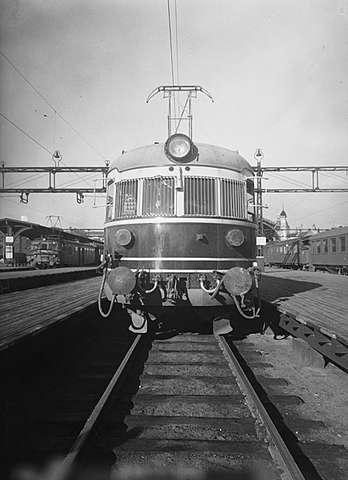
NSB type 66, 1945.
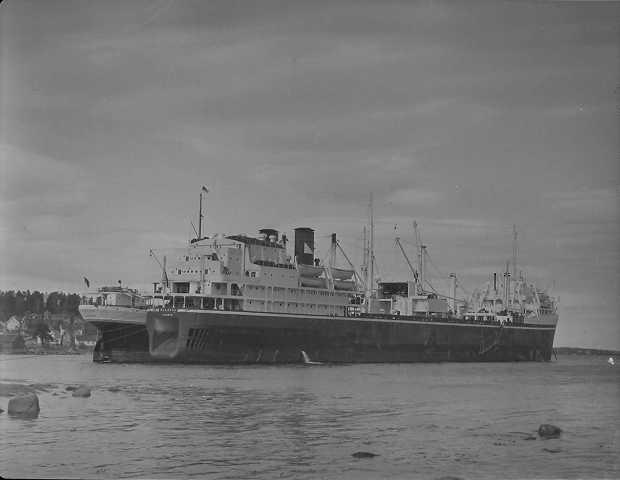
Baleinier à Husvik, 1949.